# Madeleine Desroseaux
 (septembre 2015).
Si vous disposez d'ouvrages ou d'articles de référence ou si vous connaissez des sites web de qualité traitant du thème abordé ici, merci de compléter l'article en donnant les références utiles à sa vérifiabilité et en les liant à la section « Notes et références ».
Madeleine Desroseaux, nom de plume de Florentine Monier, née le 9 septembre 1873 à Rennes et morte le 3 mai 1939 à Lorient, est une poétesse et romancière bretonne.

## Biographie
Née à Rennes en 1873 d'Antoine Monier, négociant, et de Joséphine Mathurine Appert, son épouse, elle publie très tôt des poèmes dans la presse locale. Le 4 février 1895, elle épouse à Rennes André Degoul. La même année, en juillet, le couple fonde Le Clocher breton, revue littéraire bilingue qui paraît jusqu'en 1915.
Autour d'eux se regroupent de nombreux artistes et intellectuels du pays tels que Loeiz Herrieu, Anatole Le Braz, Théodore Botrel, Alphonse de Chateaubriant, Charles Le Goffic ou Jean-Pierre Calloc'h. Ils sont récompensés pour l'ensemble de leurs écrits par le président Raymond Poincaré, le 6 juillet 1913.
À leur parution en 1930, ses poèmes des Heures bretonnes sont couronnés par l'Académie française. À partir de 1934, une collaboration régulière à la Revue des Deux Mondes consacre sa notoriété.
En 1931, elle reçoit le prix Archon-Despérouses.
Elle meurt à Lorient le 3 mai 1939.
M. Desroseaux et A. Degoul sont enterrés à Lorient, au cimetière de Carnel.

## Œuvres
- La Bonne Auberge, comédie en 1 acte, en prose, par Madeleine Desroseaux et René Saib (André Degoul), Lorient, Le Clocher Breton, 1902
- Les Heures bretonnes, préface de Charles Le Goffic, Paris, Perrin, Éditions de la Revue des poètes, 1930
- Du soleil sur la lande, Contes de Bretagne, Paris, Tallandier, 1932
- Felix, clerc de notaire. Roman breton, Paris, Éditions du courrier littéraire, 1935
- La Bretagne inconnue, Paris, Plon, 1938
- Sur les chemins de Bretagne, 2 volumes, Luçon, Éditions du Clocher breton, 1943-1944